# Zwolsche Boys in het seizoen 1967/68
Het seizoen 1967/1968 was het 51e jaar in het bestaan van de Zwolse betaaldvoetbalclub Zwolsche Boys. De club kwam uit in de Tweede divisie en eindigde daarin op de 19e plaats. Ook werd deelgenomen aan het toernooi om de KNVB beker, hierin werd de club in de groepsfase uitgeschakeld.

## Wedstrijdstatistieken

### Tweede divisie
| 1e speelronde                                                                                           | Roda JC                                                                        | 2 – 2 (0 – 1) | Zwolsche Boys                                                         |
| 13 augustus 1967 Plaats: Kerkrade Kaalheide                                                             | Fred Gillissen 65' Dré Rijnders 72'                                            |               | 43' Jan Welles 73' (e.d.) John Pfeiffer                               |
| 2e speelronde                                                                                           | Zwolsche Boys                                                                  | 3 – 4 (3 – 2) | NOAD                                                                  |
| 20 augustus 1967 Plaats: Zwolle Gemeentelijk Sportpark                                                  | Freek Schutten –', –' Jan Welles                                               |               | –', –' Bart Stovers Ad Brekelmans Wil Uyens                           |
| 3e speelronde                                                                                           | Zwolsche Boys                                                                  | 0 – 0         | Hermes DVS                                                            |
| 27 augustus 1967 Plaats: Zwolle Gemeentelijk Sportpark Toeschouwers: 3.000                              |                                                                                |               |                                                                       |
| 4e speelronde                                                                                           | EDO                                                                            | 5 – 0 (2 – 0) | Zwolsche Boys                                                         |
| 3 september 1967 Plaats: Haarlem Noordersportpark Toeschouwers: 1.200                                   | Rob Bosdijk –', –' Dries Hendriks Ferry Kock –', –'                            |               |                                                                       |
| 5e speelronde                                                                                           | Zwolsche Boys                                                                  | 1 – 1 (0 – 0) | ZFC                                                                   |
| 10 september 1967 Plaats: Zwolle Gemeentelijk Sportpark                                                 | Johan Werhert 46'                                                              |               | 90' Brouwer                                                           |
| 6e speelronde                                                                                           | Helmond Sport                                                                  | 6 – 0 (2 – 0) | Zwolsche Boys                                                         |
| 17 september 1967 Plaats: Helmond De Braak                                                              | Fons van Wissen Wim van den Berk –', –', –' Gerrie van Berlo –', –'            |               |                                                                       |
| 7e speelronde                                                                                           | Zwolsche Boys                                                                  | 2 – 1 (1 – 1) | Wageningen                                                            |
| 24 september 1967 Plaats: Zwolle Gemeentelijk Sportpark                                                 | Jan Welles Cor Lammers                                                         |               | Cees Loffeld                                                          |
| 8e speelronde                                                                                           | Baronie                                                                        | 2 – 0 (1 – 0) | Zwolsche Boys                                                         |
| 1 oktober 1967 Plaats: Breda De Blauwe Kei                                                              | Ad Holleman Kees van Ierssel                                                   |               |                                                                       |
| 9e speelronde                                                                                           | Zwolsche Boys                                                                  | 0 – 0         | Heerenveen                                                            |
| 8 oktober 1967 Plaats: Zwolle Gemeentelijk Sportpark                                                    |                                                                                |               |                                                                       |
| 10e speelronde                                                                                          | SC Gooiland                                                                    | 3 – 1 (1 – 0) | Zwolsche Boys                                                         |
| 15 oktober 1967 Plaats: Hilversum Gemeentelijk Sportpark                                                | Huub Lenz –', –' Paul Kramer                                                   |               | Jan Welles                                                            |
| 11e speelronde                                                                                          | Zwolsche Boys                                                                  | 2 – 0 (0 – 0) | Limburgia                                                             |
| 22 oktober 1967 Plaats: Zwolle Gemeentelijk Sportpark                                                   | Jan Welles 78', 89'                                                            |               |                                                                       |
| 12e speelronde                                                                                          | PEC                                                                            | 1 – 1 (0 – 0) | Zwolsche Boys                                                         |
| 29 oktober 1967 Plaats: Zwolle Sportpark De Vrolijkheid Toeschouwers: 3.000                             | Bart Severijnse 77'                                                            |               | 83' (e.d.) Bart Severijnse                                            |
| 13e speelronde                                                                                          | Zwolsche Boys                                                                  | 1 – 4 (0 – 0) | AGOVV                                                                 |
| 5 november 1967 Plaats: Zwolle Gemeentelijk Sportpark                                                   | Freek Schutten 69'                                                             |               | 67' Gerard van Straalen 73' Johan Donderwinkel 78', 84' Karel Melaard |
| 14e speelronde                                                                                          | Fortuna                                                                        | 3 – 1 (2 – 0) | Zwolsche Boys                                                         |
| 12 november 1967 Plaats: Vlaardingen Floreslaan                                                         | Jerrie Kruit 10', 69' Adrie Oudheusden 35'                                     |               | 78' Freek Schutten                                                    |
| 15e speelronde                                                                                          | Zwolsche Boys                                                                  | 2 – 1 (0 – 0) | Excelsior                                                             |
| 19 november 1967 Plaats: Zwolle Gemeentelijk Sportpark                                                  | Freek Schutten 47', 65'                                                        |               | 82' (pen.) Piet Luck                                                  |
| 16e speelronde                                                                                          | SC Drente                                                                      | 3 – 0 (1 – 0) | Zwolsche Boys                                                         |
| 26 november 1967 Plaats: Klazienaveen Mr. Ovingstraat                                                   | Jan Mink Gerrie de Jonge Bennie Kracht                                         |               |                                                                       |
| 17e speelronde                                                                                          | Zwolsche Boys                                                                  | 0 – 0         | De Graafschap                                                         |
| 3 december 1967 Plaats: Zwolle Gemeentelijk Sportpark                                                   |                                                                                |               |                                                                       |
| 18e speelronde                                                                                          | Veendam                                                                        | 1 – 1 (0 – 1) | Zwolsche Boys                                                         |
| 17 december 1967 Plaats: Veendam De Langeleegte Toeschouwers: 3.500 Scheidsrechter: J. C. H. Bentvelzen | Henk Wollerich 52'                                                             |               | 1' Freek Schutten                                                     |
| 19e speelronde                                                                                          | Zwolsche Boys                                                                  | 2 – 0 (1 – 0) | Hilversum                                                             |
| 24 december 1967 Plaats: Zwolle Gemeentelijk Sportpark                                                  | Freek Schutten Hans Mengerink                                                  |               |                                                                       |
| 20e speelronde                                                                                          | Zwolsche Boys                                                                  | 0 – 3 (0 – 1) | Roda JC                                                               |
| 7 januari 1968 Plaats: Zwolle Gemeentelijk Sportpark                                                    |                                                                                |               | 14', 88' Uwe Blotenberg 87' Fred Gillissen                            |
| 21e speelronde                                                                                          | NOAD                                                                           | 0 – 1 (0 – 0) | Zwolsche Boys                                                         |
| 21 januari 1968 Plaats: Tilburg Gemeentelijk Sportpark                                                  |                                                                                |               | Jan Welles                                                            |
| 22e speelronde                                                                                          | Hermes DVS                                                                     | 2 – 0 (1 – 0) | Zwolsche Boys                                                         |
| 28 januari 1968 Plaats: Schiedam Harga Toeschouwers: 1.200 Scheidsrechter: Siem Wellinga                | Jaap van de Griend 7' Cees van Kooten 89'                                      |               |                                                                       |
| 23e speelronde                                                                                          | Zwolsche Boys                                                                  | 0 – 0         | EDO                                                                   |
| 4 februari 1968 Plaats: Zwolle Gemeentelijk Sportpark                                                   |                                                                                |               |                                                                       |
| 24e speelronde                                                                                          | ZFC                                                                            | 4 – 1 (1 – 0) | Zwolsche Boys                                                         |
| 11 februari 1968 Plaats: Zaandam Westzanerdijk Toeschouwers: 750                                        | Hans Bakker –', –' Piet Buis Dick Zwarthoed                                    |               | Jan Welles                                                            |
| 25e speelronde                                                                                          | Zwolsche Boys                                                                  | 0 – 1 (0 – 0) | Helmond Sport                                                         |
| 18 februari 1968 Plaats: Zwolle Gemeentelijk Sportpark Toeschouwers 3.500                               |                                                                                |               | Lambert Kreekels                                                      |
| 26e speelronde                                                                                          | Wageningen                                                                     | 2 – 0 (1 – 0) | Zwolsche Boys                                                         |
| 3 maart 1968 Plaats: Wageningen Wageningse Berg Toeschouwers: 2.500                                     | Henny Roelofs Jan de Vries (e.d.) –' (e.d.)                                    |               |                                                                       |
| 27e speelronde                                                                                          | Zwolsche Boys                                                                  | 0 – 1 (0 – 0) | Baronie                                                               |
| 17 maart 1968 Plaats: Zwolle Gemeentelijk Sportpark                                                     |                                                                                |               | Addy Brouwers                                                         |
| 28e speelronde                                                                                          | Heerenveen                                                                     | 1 – 0 (0 – 0) | Zwolsche Boys                                                         |
| 31 maart 1968 Plaats: Heerenveen Gemeentelijk Sportpark                                                 | Henk Zoetendal 70'                                                             |               |                                                                       |
| 29e speelronde                                                                                          | Zwolsche Boys                                                                  | 0 – 2 (0 – 1) | SC Drente                                                             |
| 7 april 1968 Plaats: Zwolle Gemeentelijk Sportpark Toeschouwers: 500                                    |                                                                                |               | 17' Luc Gerdes 65' Gerrie de Jonge                                    |
| 30e speelronde                                                                                          | Zwolsche Boys                                                                  | 1 – 1 (1 – 1) | SC Gooiland                                                           |
| 15 april 1968 Plaats: Zwolle Gemeentelijk Sportpark                                                     | Jan Welles                                                                     |               | Joop Hollak                                                           |
| 31e speelronde                                                                                          | Limburgia                                                                      | 7 – 2 (7 – 0) | Zwolsche Boys                                                         |
| 21 april 1968 Plaats: Brunssum Venweg                                                                   | Willy Coolen 7', 28' Ferdi Schreven 14', 32', –' Jacques Maas 15' Piet Hermans |               | 51' Frits Huiskes 75' Jan Welles                                      |
| 32e speelronde                                                                                          | Zwolsche Boys                                                                  | 0 – 2 (0 – 0) | PEC                                                                   |
| 5 mei 1968 Plaats: Zwolle Gemeentelijk Sportpark Toeschouwers: 3.300                                    |                                                                                |               | 88' Menno Dekker 90' Cees Kick                                        |
| 33e speelronde                                                                                          | AGOVV                                                                          | 3 – 0 (0 – 0) | Zwolsche Boys                                                         |
| 12 mei 1968 Plaats: Apeldoorn Berg & Bos Toeschouwers: 1.000                                            | Aad van der Voort –', –' Gerard van Straalen                                   |               |                                                                       |
| 34e speelronde                                                                                          | Zwolsche Boys                                                                  | 0 – 2 (0 – 1) | Fortuna                                                               |
| 19 mei 1968 Plaats: Zwolle Gemeentelijk Sportpark                                                       |                                                                                |               | 11' Jan Bouman –' (pen.) Marcus Schippers                             |
| 35e speelronde                                                                                          | Hilversum                                                                      | 0 – 1 (0 – 0) | Zwolsche Boys                                                         |
| 23 mei 1968 Plaats: Hilversum Gemeentelijk Sportpark Toeschouwers: 200                                  |                                                                                |               | Benny Visscher                                                        |
| 36e speelronde                                                                                          | Excelsior                                                                      | 0 – 2 (0 – 2) | Zwolsche Boys                                                         |
| 26 mei 1968 Plaats: Rotterdam Woudestein                                                                |                                                                                |               | 3' Jan Welles 25' Adrie Vogel                                         |
| 37e speelronde                                                                                          | De Graafschap                                                                  | 3 – 1 (1 – 0) | Zwolsche Boys                                                         |
| 9 juni 1968 Plaats: Doetinchem De Vijverberg Toeschouwers: 1.500                                        | Franz Möllers –', –', –'                                                       |               | Adrie Vogel                                                           |
| 38e speelronde                                                                                          | Zwolsche Boys                                                                  | 1 – 5 (0 – 2) | Veendam                                                               |
| 16 juni 1968 Plaats: Zwolle Gemeentelijk Sportpark                                                      | Frits Huiskes 55'                                                              |               | 5', 61', 87' Hans Ooft 17', 88' Rikkert La Crois                      |

### KNVB beker
| Groepsfase                                             | PEC                      | 2 – 1 (1 – 1) | Zwolsche Boys                                                                  |
| 31 december 1967 Plaats: Zwolle De Vrolijkheid         | Wim van der Gaag 6', 69' |               | 37' Folly van Dam                                                              |
| Groepsfase                                             | Zwolsche Boys            | 0 – 5 (0 – 1) | Go Ahead                                                                       |
| 25 februari 1968 Plaats: Zwolle Gemeentelijk Sportpark |                          |               | 41', 56' Dick Schneider 60' Jan Veenstra 63' Oeki Hoekema 68' Gerard Wüstefeld |
| Groepsfase                                             | Zwolsche Boys            | 2 – 2 (0 – 0) | AGOVV                                                                          |
| 24 maart 1968 Plaats: Zwolle Gemeentelijk Sportpark    | Henk Ras 72', 84'        |               | 59' Tonnie Perdon 83' Gerard van Straaten                                      |

## Statistieken Zwolsche Boys 1967/1968

### Eindstand Zwolsche Boys in de Nederlandse Tweede divisie 1967 / 1968
| Stand | Gespeeld | Gewonnen | Gelijk | Verloren | Punten | Doelpunten voor | Doelpunten tegen |
| ----- | -------- | -------- | ------ | -------- | ------ | --------------- | ---------------- |
| 19e   | 38       | 7        | 9      | 22       | 23     | 29              | 76               |

### Topscorers
| #                | Naam                    | Goal |
| ---------------- | ----------------------- | ---- |
| 1.               | Jan Welles              | 10   |
| 2.               | Freek Schutten          | 8    |
| 3.               | Frits Huiskes           | 2    |
| 3.               | Hans Mengerink          | 2    |
| 3.               | Adrie Vogel             | 2    |
| 6.               | Cor Lammers             | 1    |
| 6.               | Bennie Visscher         | 1    |
| 6.               | Johan Werhert           | 1    |
| Eigen doelpunten |                         |      |
| –                | John Pfeiffer (Roda JC) | 1    |
| –                | Bart Severijnse (PEC)   | 1    |
| Totaal           | Totaal                  | 29   |

| #      | Naam          | Goal |
| ------ | ------------- | ---- |
| 1.     | Henk Ras      | 2    |
| 2.     | Folly van Dam | 1    |
| Totaal | Totaal        | 3    |

### Punten per tegenstander
|       | AGOVV | Baronie | SC Drente | EDO | Excelsior | Fortuna | Gooiland | De Graafschap | Heerenveen | Helmond Sport | Hermes DVS | Hilversum | Limburgia | NOAD | PEC | Roda JC | Veendam | Wageningen | ZFC |
| ----- | ----- | ------- | --------- | --- | --------- | ------- | -------- | ------------- | ---------- | ------------- | ---------- | --------- | --------- | ---- | --- | ------- | ------- | ---------- | --- |
| Thuis | 0     | 0       | 0         | 1   | 2         | 0       | 1        | 1             | 1          | 0             | 1          | 2         | 2         | 0    | 0   | 0       | 0       | 2          | 1   |
| Uit   | 0     | 0       | 0         | 0   | 2         | 0       | 0        | 0             | 0          | 0             | 0          | 2         | 0         | 2    | 1   | 1       | 1       | 0          | 0   |

### Doelpunten per tegenstander
|       | AGOVV | Baronie | SC Drente | EDO | Excelsior | Fortuna | Gooiland | De Graafschap | Heerenveen | Helmond Sport | Hermes DVS | Hilversum | Limburgia | NOAD | PEC | Roda JC | Veendam | Wageningen | ZFC | Totaal |
| ----- | ----- | ------- | --------- | --- | --------- | ------- | -------- | ------------- | ---------- | ------------- | ---------- | --------- | --------- | ---- | --- | ------- | ------- | ---------- | --- | ------ |
| Thuis | 1     | 0       | 0         | 0   | 2         | 0       | 1        | 0             | 0          | 0             | 0          | 2         | 2         | 3    | 0   | 0       | 1       | 2          | 1   | 15     |
| Uit   | 0     | 0       | 0         | 0   | 2         | 1       | 1        | 1             | 0          | 0             | 0          | 1         | 2         | 1    | 1   | 2       | 1       | 0          | 1   | 14     |
|       |       |         |           |     |           |         |          |               |            |               |            |           |           |      |     |         |         |            |     | 29     |

## Voetnoten
AGOVV · Baronie · SC Drente · EDO · Excelsior · Fortuna · Gooiland · De Graafschap · Heerenveen · Helmond Sport · Hermes DVS · Hilversum · Limburgia · NOAD · PEC · Roda JC · Veendam · Wageningen · ZFC · Zwolsche Boys